# 蓬子菜
蓬子菜（学名：Galium verum）为茜草科拉拉藤属下的一个种。

### 分布
亞洲有中國的東北、西北、華北、西部、四川、陝西的藍田、洋縣及長江流域;台灣。日本、朝鮮、印度、巴基斯坦、歐洲、北美洲。

## 扩展阅读
- 維基物種上的相關：蓬子菜